# サンバ・ディアキテ
サンバ・ディアキテ（Samba Diakité, 1989年1月24日 - ）は、フランス・セーヌ＝サン＝ドニ県モンフェルメイユ出身の元マリ代表サッカー選手。現役時代のポジションはMF。

## 経歴

### クラブ

#### 初期
セーヌ＝サン＝ドニ県モンフェルメイユに生まれたディアキテは、14歳の時に同県のル・ブルジェを拠点とするクラブでキャリアを始め、それから2年後にUSトルシーへ移籍すると、FCグーニョン、スタッド・ブレスト、ヴァランシエンヌFCと全国的に有名なクラブから注目を集めた。最終的にノール県を拠点とするヴァランシエンヌに加入するも、練習2日目で足首を骨折。翌シーズンは、Bチームが所属する4部でプレーした。
その後、地元に戻りオランピック・ノワジー＝ル＝セック・バンリュー93に所属。そこでのパフォーマンスが認められ、2009年夏にASナンシーと契約した。

#### ナンシー
2009年12月27日にナンシーと初プロ契約となる2年契約を結び、パブロ・コレア監督の下、2010年1月27日にクープ・ドゥ・フランスのスタッド・プラベネク戦でプロデビューを果たした。4月17日の第33節スタッド・レンヌ戦（0-0）でリーグ・アンデビューをし、次のモンペリエHSC戦では初スタメンを飾った。9月22日、クープ・ドゥ・ラ・リーグベスト16のFCジロンダン・ボルドー戦で初得点を記録。デビュー年ながらリーグ戦に23試合出場とポジションを掴み、翌年も引き続きレギュラーを務めた。

#### QPR
2012年1月11日に同リーグの強豪オリンピック・リヨンと合意間近と報じられた。しかし、2012年1月29日にクイーンズ・パーク・レンジャーズFCへ翌夏に完全移籍出来るオプション付きでレンタル加入。2月25日のフラムFC戦に先発出場でデビューを飾るも33分に累積警告で退場し、チームはホームで0-1で敗れるなど苦いものとなった。3月31日のアーセナルFC戦で移籍後初得点にして決勝点を決め、2-1の勝利に導いた。
2011-12シーズン終了後の6月27日に4年契約で完全移籍。QPRの公式発表で移籍金不明だったが、ガーディアン紙は移籍金350万ポンドと報じた。
2014年1月、ワトフォードFCへレンタル移籍した。
2014-15シーズン前半はサウジ・プロフェッショナルリーグのアル・イテハドでプレー。
2015-16シーズンを終えQPRを退団。2016年7月にモンペリエHSCのトライアルを受けるも契約には至らなかった。

### 代表
2012年1月24日、アフリカネイションズカップ2012のギニア戦でマリ代表としてデビュー。同大会で5試合に出場し、準決勝進出に貢献した。

## 所属クラブ
- ASナンシー 2009-2012

→  クイーンズ・パーク・レンジャーズFC 2012 (loan)
- クイーンズ・パーク・レンジャーズFC 2012-2016

→  ワトフォードFC 2014 (loan)
→  アル・イテハド 2014-2015 (loan)
- レッドスターFC93 2016-2019
- アル・タダームンSC 2020